# 宇部鉄道の電車
宇部鉄道の電車（うべてつどうのでんしゃ）
本項では、宇部鉄道（現在の西日本旅客鉄道宇部線および小野田線一部の前身）が保有した電車について記述する。

## 概要
宇部鉄道は、1915年（大正4年）に最初の区間を開業し、1925年（大正14年）3月に全通を果たし、以来、蒸気動力による営業を行なってきたが、1929年（昭和4年）11月に小郡（現在の新山口） - 西宇部（現在の宇部）間を直流1500Vにより電化し、電車による旅客輸送を開始し、電車を保有することとなった。一方で貨物輸送は、従来どおり蒸気機関車によって行なわれた。1936年（昭和11年）には、電力事情の逼迫により、ガソリン動車も導入されている。
1929年5月、宇部鉄道に隣接して宇部電気鉄道が開業した。宇部鉄道との間には連絡線が敷設されて貨物列車の直通運転が行なわれたが、電化方式は直流600Vで、旅客列車（電車）の直通は行なわれなかった。
1941年（昭和16年）12月1日、陸上交通事業調整法の主旨に基づき隣接する両社は合併し、（新）宇部鉄道となった。さらに1943年（昭和18年）4月1日には、戦争遂行の要請から宇部鉄道は買収・国有化され、鉄道省の宇部東線、宇部西線となった。こうした経緯により、宇部鉄道引継ぎの電気車は、直流1500V対応の旧宇部鉄道系と直流600V対応の旧宇部電気鉄道系に二分される。宇部東西線の電化方式の統合は、同時に国有化された旧小野田鉄道区間を含めた路線改廃を経た後の1950年（昭和25年）のことである。
宇部鉄道の買収車に関しては、太平洋戦争末期の1945年（昭和20年）8月5日に車両基地（宇部電車区）が米軍の空襲により被災し、電車3両とともに記録類も焼失しているため、現在に至るも不明な点が残っている。また、買収後も私鉄時代の形式番号のまま使用され、国鉄形式が与えられたのは、1953年（昭和28年）6月1日に施行された、車両形式称号規程改正の際である。

## 旧宇部鉄道系
買収時点で鉄道省に引き継がれた旧宇部鉄道系の電車は、三等制御車クハ11形3両、三等制御電動車モハ21形4両、三等荷物合造制御電動車モハニ31形1両、三等制御電動車モハ31形2両の4形式10両である。このうちクハ11形の1両は、モハ31形の同系車で、本来別形式とされるべきものであった。

### モハ21形
1929年の電化に際して製造された半鋼製両運転台式2扉ロングシートの三等制御電動車で、4両（21 - 24）が東洋車輌で落成した。初期の鋼製電車の例に漏れず、四角四面で無骨そのものの外観で、側面の下降式の窓の位置は高く、車体には無数のリベットが打たれている。窓配置は合造車然とした前後非対称で1D1D12D1、前面は非貫通の3枚窓である。総定員は100人で、座席定員は52人、最大長は15,444mm、最大幅は2,666mm、最大高は4,017mm、自重は28.74t。屋根は浅めの丸屋根で、前位にパンタグラフ、通風器は半ガーランド形が5対装備されている。
制御装置は非自動間接式(HL)で、定格出力59kWのUS533B形電動機4個を制御する。歯車比は16:75。台車は、ボールドウィンA形台車類似の棒鋼を用いた釣合梁式のものである。
1945年8月5日の空襲で23が被災し、翌1946年（昭和21年）に廃車されている。戦後は1950年6月および1951年（昭和26年）6月に横川電車区に残存した3両が転属し、可部線で運用された。
1953年の車両形式称号規程改正では、モハ1300形とされ、1300 - 1302に改番された。さらに1954年（昭和29年）には全車が富山機関区城川原支区に転属し、富山港線で運用された後、1956年（昭和31年）に1300、1957年（昭和32年）に1301、1958年（昭和33年）に1302が廃車され、2両（1301, 1302）が日立電鉄に譲渡されている。
富山港線時代には、更新修繕により後位の運転台が撤去されて片運転台化されていた。1300は撤去側運転台の側窓を残していたが、1301, 1302は撤去側運転台の側窓が埋め込まれており、パンタグラフも国鉄標準型のPS13に交換、床下機器配置も異なっていた。

### クハ11形
本形式は、前述のように全く出自形態のことなる2種が包含される。以下、各々区分して記述する。

#### 11, 12
1930年（昭和5年）9月に増備された半鋼製両運転台式3扉ロングシートの三等制御車で、2両（11, 12）が汽車製造東京支店で製造された。モハ21形に比べて、前面に軽い丸みが付くなどやや柔和な表情になっている。側面窓配置は1D6D6D1、前面は非貫通の3枚窓であるが、側面窓よりやや天地寸法が大きい。総定員は92人、座席定員は44人、最大長は15,400mm、最大幅は2,735mm、最大高は3,690mm、自重は25.4t。屋根は丸屋根で、半ガーランド形通風器が6対装備されている。台車は、モハ21形と同様のボールドウィン形である。
戦後は、2両とも1951年6月に可部線に移り、1953年6月の車両形式称号規程改正ではクハ5300形（5300, 5301）に改められた。1954年には2両ともが富山港線に移動し、1957年に5301、1958年に5301が廃車され、両車とも日立電鉄に譲渡された。
更新修繕については1951年に実施され、その際に後位運転台を撤去し、残った前位運転台側面に乗務員扉を新設したが、この扉の高さは両車で異なっていた（5300は低、5301は高）。

#### 13
1943年4月に増備された半鋼製両運転台式3扉ロングシートの三等制御車で、1両（13）が新潟鐵工所で製造された。同形式に包含されてはいるが、1930年製の2両とは全く形態が異なり、後述のモハ31形と同形である。車体はノーシルノーヘッダーの平滑な溶接車体で、側面窓は上昇式の二段窓である。側面窓配置は、車体長が短いため前後非対称のd1D3D4D1dというユニークなもので、前面は軽い曲面の付いた非貫通の3枚窓である。総定員は120人、座席定員は38人、最大長は15,900mm、最大幅は2,720mm、最大高は3,825mm、自重は26.6t。屋根は丸屋根で、半ガーランド形が6対装備される。台車はボールドウィンタイプの釣合梁形（国鉄形式DT30）である。
戦後は1950年8月に府中町電車区に転出し、福塩線で運用された。1953年の6月の車両形式称号規程改正では、11，12と同じクハ5300形に一括され、5302に改められている。1951年には、更新修繕により後位運転台を撤去し、その部分の側面に窓を新設したが、後位妻面は非貫通のままであった。
同車は、1960年（昭和35年）1月に大井工場で救援車に改造され、クエ9420形（9422）として1969年（昭和44年）3月まで在籍した。車体中央部には幅3,400mmの両引戸が設けられ、車内にはクレーンが装備された。また、同時に電動発電機および空気圧縮機駆動のため屋根上にパンタグラフ（PS13）が新設されるとともに、後位に運転台（片隅式）を復活している。

### モハニ31形
前述のクハ11形（11, 12）と同時に増備された同系の半鋼製両運転台式三等荷物合造制御電動車で、1両（31）が汽車製造東京支店で製造された。1形式1両であったうえ1945年8月5日の空襲で焼失、形式図や写真等の資料も発見されておらず、詳細は不明である。

### モハ31形
1943年4月に増備された半鋼製両運転台式3扉ロングシートの三等制御電動車で、2両（32, 33）が新潟鐵工所で製造された。車体は前述のクハ11形（13）と同形である。制御装置は非自動間接式(HL)で、定格出力74.6kWのMB-98-B形電動機4個を制御する。台車もクハと同じくボールドウィンタイプの釣合梁形（国鉄形式DT30）である。
1945年8月5日の空襲では32が被災して翌1946年に廃車となり、残った33は1951年10月に福塩線、1953年2月に可部線、1954年には富山港線に移って1967年（昭和42年）4月の同線1500V昇圧まで使用された。
その間、1952年に更新修繕によって後位運転台を撤去のうえ妻面を貫通化して貫通幌を設置し、側面には窓が増設された。パンタグラフは国鉄標準品のPS13に交換され、床下機器も省形に標準化された。1953年6月の車両形式称号規程改正ではモハ1310形（1310）に改番され、中間電動車と制御電動車を区分した1959年（昭和34年）6月の規程改正ではクモハ1310形と改められている。

## 旧宇部電気鉄道系
買収時点で鉄道省に引き継がれた旧宇部電気鉄道系の電車は、三等制御電動車デハ1形2両、デハ201形1両、三等荷物合造制御電動車デハニ101形、デハニ301形、デハニ350形各1両の5形式6両である。いずれも両運転台形の600V専用直接制御車で、1950年の1500V昇圧後は余剰となり、早期に譲渡・転用された。旧宇部電気鉄道系の電気車には、このほかに電気機関車2形式3両があった。

### デハ1形
1929年の開業時に、日本車輌製造（日車）で2両（1, 2）が新製された二軸木造電車である。日本の国有鉄道に在籍した二軸電車としては、1906年（明治39年）に国有化された甲武鉄道引継ぎ車以来のもので、特筆される。最大長9,000mm、最大幅2,400mm、最大高3,800mmで、総定員は45人、座席定員も25人という小型車（諸元はいずれも譲渡先の熊本電気鉄道のもの。以下本節において同じ）であった。側面窓配置はD222Dで、前面は丸みの付いた非貫通の3枚窓、窓下中央に前照灯を1個備える。屋根は丸屋根で、ポール集電であった。
主電動機は22.4kWのものを2個装備し、歯車比は13:89、台車は軸距3,048mmのブリル21Eである。ブレーキ装置は手用のみ備える。
余りにも小型で、宇部電気鉄道時代にすでに持て余されていたようで、1943年4月の国有化後も車両としては使用されることなく、その翌月に2両とも除籍された。除籍後は解体されることなく保管されていたが、1947年（昭和22年）12月に熊本電気鉄道に譲渡され、同社のモハ13形（13, 14）として軌道線で使用された。13は1952年に廃車、14は1954年の軌道線廃止後、屋根上に作業台を設置して工事用（モコ1）に転用され、1960年（昭和35年）まで在籍した。

### デハニ101形
1930年3月に日車で製造された半鋼製ボギー車で、1両（101）のみが在籍した。最大長16,668mm、最大幅2,540mm、最大高4,083mmで、総定員は90人、座席定員は46人で、デハ1形に比べ相当に大型化されている。側面窓配置は1D（荷）14D9D1で、前面は軽い丸みの付いた非貫通3枚窓である。側面扉には踏段があり、その部分の側板が斜めに切り下げられている。
制御装置は直接式の三菱KR8で、定格出力60kWのMB-64-Bを2個装備する。台車はボールドウィンタイプの釣合梁形D-16である。ブレーキ装置は手用のほか直通ブレーキを備える。
1950年の昇圧後は尾道鉄道に譲渡され、1951年12月にそのままの番号で入籍された後、翌年デキニ25に改番され、1953年9月には水間鉄道の小型車初代モハ55形（55）と交換で同社の2代目モハ55形（55）となり1970年（昭和45年）10月まで使用された。

### デハ201形
1930年3月に日車で製造された半鋼製ボギー車で、1両（201）のみが在籍した。最大長13,379mm、最大幅2,640mm、最大高4,083mm、総定員80人、座席定員36人で、手荷物室のない分101よりも小型である。車体の基本形や走行装置は101と同様で、窓配置は1D11D1である。
1950年の昇圧後は尾道鉄道に譲渡され、1951年12月にそのままの番号で入籍された後、1953年にデキ35と改番された。その後は、1964年（昭和39年）8月の尾道鉄道全線廃止まで在籍した。

### デハニ301形
1931年（昭和6年）3月に日車で製造された半鋼製ボギー車で、1両（301）のみが在籍した。デハニ101と同形の増備車であるが、主電動機の出力は、75kW（MB-104-A）×2に増強されている。その関係で、歯車比は18:61となっている。制御方式は当初、101と同様の直接式とする資料があるが、水間鉄道入線時にはHLであったとのことであり、HL制御が新製時からのものであったのか、後天的な改造によるものであったのは判然としない。
1950年の昇圧後は尾道鉄道に譲渡され、1951年12月にそのままの番号で入籍された後、1953年9月には水間鉄道2代目モハ55形（56）となり1969年（昭和44年）10月まで使用された。

### デハニ350形
1940年（昭和15年）9月、日本鉄道自動車で製造された半鋼製ボギー車で、1両(350)のみが在籍した。最大長17,000mm、最大幅2,720mm、最大高4,142mm、自重29.5tで、総定員は90人、座席定員は46人である。車体にはリベットが残るが、側面窓は高さの大きい2段上昇式となった。側面窓配置は1D（荷）14D7D1、前面は軽い丸みのついた非貫通3枚窓である。
制御装置は直接式で、定格出力50kWの主電動機（形式不明）2個を制御する。歯車比は15:70である。
宇部西線昇圧に際しては、1949年（昭和24年）12月に電装解除、全室客室化のうえクハ350となって翌年8月に福塩線に転用された。1953年6月の車両形式称号規程改正では、旧宇部電気鉄道の電車としては唯一国鉄の形式を与えられ、クハ5310形（5310）となった。
1959年3月には、大井工場で救援車に改造され、クエ9160形（9160）となった。形式番号は、同年12月の通達によって実施された形式番号整理により、両運転台の社形改造救援車ということでクエ9420形に統合され、9421に再改番されている。改造内容としては、両前面には幅1,480mmの観音開き式の扉を設け、側面は一部の扉を塞いで中央部に幅4,500mmの4枚引戸を設けて車内にクレーンを装備した。屋根上には電動発電機および空気圧縮機駆動のため後位にパンタグラフを搭載している。同車は、大垣電車区に配置され、1985年（昭和60年）3月まで在籍した。

## 譲渡
本節では、日立電鉄に譲渡されたモハ1300形、クハ5300形について記述する。
国鉄を廃車となった1301, 1302、5300, 5301は、前述のとおり日立電鉄に譲渡された。日立電鉄への入籍は、1301と5301が1957年11月、1302と5300が1959年1月である。これらは片運転台のため2両編成に組まれて、主にラッシュ時の輸送力列車に用いられた。モハ1300形は、1963年（昭和38年）2月に車体中央部に扉を増設して3扉化され、さらに1301と5301は1969年（昭和44年）11月に西武所沢車両工場で外板の張替え等の更新を受け、扉の鋼製化、窓枠の2段アルミサッシ化およびHゴム支持化、通風器のグローブ形化等外観が近代化された。
更新を受けなかった1302と5300は1979年（昭和54年）12月に廃車され、5301は1985年2月に旧静岡鉄道の351+352の入線によって廃車となった。残った1301は、同年3月に運転台の増設とワンマン化を行ない、再び単行運転が可能となったが、旧帝都高速度交通営団の2000形導入により、1991年（平成3年）12月に廃車となった。